# Eyes (album)
Eyes è il primo album in studio degli Eyes, pubblicato nel 1990 per l'etichetta discografica Curb Records.

## Il disco
Band pop metal come Poison, Warrant, e Bon Jovi erano ancora all'apice del successo quando venne pubblicato questo omonimo degli Eyes nel 1990. La Curb Records, piccola etichetta country, stava sperando ovviamente di incassare dedicandosi al mercato del pop-metal con questa band, quartetto composto dal cantante Jeff Scott Soto, il chitarrista Steven "Doc" Dougherty, il bassista Jimmy O'Shea (ex Cacophony), ed il batterista Aldy Damian, dando origine ad uno stile che poteva essere visto come un incrocio tra Kiss e Sammy Hagar. Ma mentre questi artisti ebbero l'opportunità ottenere un grande consenso grazie a materiale a 5 stelle, questo omonimo difficilmente può essere considerato un album di qualità. Gli Eyes e la Curb senza dubbio capirono che il modo per conquistare la scena pop-metal era rendere l'album prevedibile, studiato, e più convenzionale possibile. In questo modo non corsero rischi, ma una totale mancanza di sincerità e originalità caratterizzava brani come "Start Livin'", "Miss Demeanor", e "Callin' All Girls" (questo estratto come singolo).
Il disco era stato co-prodotto da Spencer Proffer (Quiet Riot, Black Sabbath, King Kobra, Kick Axe, Vixen) ed inoltre includeva un vecchio classico degli L.A. Rocks, "Nobody Said It Was Easy". Nella ristampa giapponese del disco vennero incluse le due tracce bonus "I Need Someone" e "Exclusive Interview" (intervista esclusiva). Inoltre, due delle tracce contenute in quest'album erano state suonate con la collaborazione del bassista Marcel Jacob. Jacob era una vecchia conoscenza di Scott Soto visto che entrambi erano stati membri della band Yngwie Malmsteen (assieme incisero Marching Out - 1985). Inoltre i due avevano fondato proprio nel 1990 un nuovo progetto parallelo con sede in Svezia, i Talisman, con cui pubblicarono quello stesso anno un album omonimo.

## Tracce
1. Callin' All Girls 4:15
2. Every Single Minute 4:49
3. Don't Turn Around 4:18
4. Miss Demeanor 4:27
5. Young and Innocent 5:27
6. Walkin' Fire 4:04
7. Wired 4 Love 5:07
8. Nobody Said It Was Easy 4:12
9. Can't Get Enough 4:14
10. Start Livin' 4:18
11. I Need Someone 2:15 *
12. Exclusive Interview 15:49 *

*Tracce bonus presenti solo nella versione giapponese.

## Singoli
- 1990 - Callin' All Girls

## Formazione
- Jeff Scott Soto - voce
- Steven Dougherty - chitarra
- Jimmy O'Shea - basso
- Aldy Damian - batteria

### Altri musicisti
- Marcel Jacob - basso addizionale